# Kai Michael Müller
Kai Michael Müller (né le 9 juillet 1991 à Berlin) est un acteur allemand.

## Biographie
Il fait ses débuts au cinéma en 2002 à côté de sa jeune sœur Nicole Mercedes Müller, pour le film d'aventure destiné à la jeunesse 4 Freunde und 4 Pfoten de Gabriele Heberling. La même année, il joue dans un film de la ZDF pour l'enfance Der Fluch des schwarzen Schwans (La Fuite du cygne noir) de Peter Welz, où il interprète le rôle principal de Timo. En 2003, il joue dans Sugar Orange d'Andreas Struck le rôle du jeune garçon Sugar. Ensuite, on le voie dans Max & Moritz – Reloaded de Thomas Frydetzki, où il joue Moritz, puis il joue Matze dans Les Enragés, de Detlev Buck récompensé par le Deutscher Filmpreis d'argent.
À partir de 2006, il apparaît dans plusieurs rôles à la télévision (Sperling und die kalte Angst, Am Ende des Schweigens, etc.) et dans plusieurs séries. En France, il est connu pour son rôle de Jacob dans La Clé des champs sorti en 2011.

## Filmographie

### Cinéma
- 2003 : 4 Freunde und 4 Pfoten
- 2004 : Sugar Orange - Sugar
- 2005 : Max und Moritz Reloaded - Moritz
- 2006 : Les Enragés (Knallhart) - Matze
- 2009 : Gangs
- 2011 : La Clé des champs - Jacob
- 2012 : Nemez
- 2012 : Am Himmel der Tag
- 2016 : Morris from America de Chad Hartigan  :

### Télévision
- 2003: Der Fluch des schwarzen Schwans
- 2006: Am Ende des Schweigens
- 2007: Sperling und die kalte Angst
- 2006–2007: Schloss Einstein
- 2008: Ein Teil von mir
- 2008: Unschuldig – Siri
- 2010: Kommissarin Lucas – Wenn alles zerbricht
- 2010: Im Angesicht des Verbrechens
- 2010: Tatort : Borowski und der vierte Mann
- 2011: Krimi.de – Schuldig
- 2012: Friedrich – Ein deutscher König
- 2013: Unsere Mütter, unsere Väter – Ein anderer Krieg
- 2013: Verbrechen nach Ferdinand von Schirach – Notwehr
- 2013: Brigade du crime - Messezeiten (épisode 13)